# Nguikok
Nguikok est un village de la Région du Littoral du Cameroun, situé dans la commune de Ndom. Il est situé sur la route de Ndom à Ndikiniméki, à 5 km de Ndom.

## Population et développement
En 1967, la population de Nguikok était de 108 habitants, essentiellement des Babimbi du peuple Bassa. La population de Nguikok était de 73 habitants dont 29 hommes et 44 femmes, lors du recensement de 2005.  